# 合田佐和子
合田 佐和子（ごうだ さわこ、1940年10月11日 - 2016年2月19日）は、日本の女性画家。

## 略歴
- 1940年 高知県高知市に生まれる。
- 1953年 土佐中学校・高等学校に入学。
- 1959年 武蔵野美術学校（現武蔵野美術大学）本科商業デザイン科に入学。
- 1963年 同校卒業後、唐十郎主宰の劇団状況劇場・唐組、寺山修司主宰の天井桟敷の宣伝・舞台美術などに参加する。
- 1965年から 各地で個展・オブジェ展を開催。
- 1971年 彫刻家・三木富雄と再婚し、ロックフェラー財団の招聘を受けた三木と共に渡米する。
- 1980年 渋谷の西武百貨店美術画廊で「夢の回廊 合田佐和子[ポートレート]展」開催。
- 1981年 六本木アートセンターにて「合田佐和子ポラロイド写真展」を開催。
- 1982年 第１回現代芸術祭「瀧口修造と戦後美術」に出品。
- 1984年 詩画集「銀幕」を刊行。
- 1985年 娘二人とエジプトのアスワンに移住するが1年で帰国し、東京都の世田谷区、神奈川県の葉山町、同県鎌倉市と転居を繰り返す。
- 1989年 東京都の渋谷パルコにて個展を開く。
- 1991年 朝日新聞で中上健次の連載（小説「軽蔑」）に挿絵を手がける。
- 2001年 高知県立美術館で「森村泰昌と合田佐和子」展を開催。
- 2003年 渋谷区立松濤美術館にて「合田佐和子 影像 絵画・オブジェ・写真」展を開く。他、生涯に多数の作品集・個展を開催した。
- 2016年2月19日 心不全のため[1]75歳で没する。
- 2022年 高知県立美術館にて没後初の大規模回顧展「合田佐和子展　帰る途もつもりもない」が開催される。（2023年に三鷹市美術ギャラリーに巡回展示）

前夫との間に一女あり。三木富雄は2人目の夫で、その間に生まれたのが合田ノブヨである。

## 作品集
- 『オートマティスム』（トムズボックス）
- 『銀幕』（美術出版社）
- 『手芸文庫7 オブジェ人形』（グラフ社）1965
- 『Fun with Junk』（N.Y.Crown社）
- 『ポートレート 合田佐和子作品集』（ヘラルド・エンタープライズ）1980年
- 『パンドラ―合田佐和子作品集』（PARCO出版）1983
- 『ナイルのほとりで』（朝日新聞社）1987
- 『みずうみ』（アップリンク）1994
- 『眼玉のハーレム』（PARCO出版）
- 『合田佐和子　光へ向かう旅』（平凡社）